# Штейгер, Пётр Карлович
Пётр Карлович Штейгер (26 сентября [8 октября] 1893, Марьевка, Екатеринославская губерния — 29 ноября 1958, Москва) — советский военачальник, полковник (1943), Краснознамёнец (1921).

## Биография
Родился 26 сентября (8 октября) 1893 года в селе Марьевка (ныне — Софиевский район, Днепропетровская область, Украина).

### Военная служба

#### Первая мировая война и революция
В начале войны в 1914 году П. К. Штейгер (П. Т. Крошко) был призван на военную службу и зачислен рядовым в 34-ю артиллерийскую бригаду 34-й пехотной дивизии 7-го армейского корпуса в город Екатеринослав. В том же году окончил учебную команду и убыл на фронт. Воевал в той же бригаде в Галиции, затем на Румынском фронте, дослужился до старшего фейерверкера. С назначением военным и морским министром Временного правительства А. И. Гучкова, после объявления им известного приказа № 1 (март 1917 г.) бежал с фронта.

#### Гражданская война
В ноябре 1917 года Штейгер сформировал в районе Кривого Рога первый отряд партизан-анархистов-коммунистов, которым командовал до июля 1918 года, участвовал с ним в боях в районах Кривой Рог, Екатеринослав, ст. Волноваха, Таганрог, Ростов-на-Дону, ст. Тихорецкая и далее в направлении на Царицын. В Царицыне отряд поступил в распоряжение комиссара по формированиям Красной армии тов. Леонова, а Штейгер был назначен командующим Котельниковским и Сальским военными округами Донской советской республики. В этой должности по заданию И. В. Сталина и К. Е. Ворошилова сформировал 1-ю Котельниковскую стрелковую дивизию в составе 10-й армии.

Пётр Штейгер. 1925 год

После оставления Царицына в июле 1918 года он был вызван в штаб 10-й армии в городе Саратов, где назначен начальником 32-й стрелковой дивизии (вступил в должность с 17 сентября). Участвовал с ней в боях под Камышином, станицами Усть-Медведицкая, Чир, Цимлянская, Николаевская, Великокняжеская. В районе станицы Великокняжеская распоряжением командующего войсками фронта он был назначен начальником опергруппы (в составе 32-й и 37-й стрелковых дивизий, кавалерийской бригады Куришко). Опергруппа действовала на тихорецком направлении, имея задачу прикрыть левый фланг 1-й Конной армии. После боёв под Егорлыкской с этой опергруппой действовал в направлении Пятигорск, Грозный, Порт-Петровск и далее на Елизаветполь (Гянджа), сражался с мусаватистами и дашнаками в Азербайджане и Армении (вплоть до реки Араке на персидской границе). Затем заболел малярией и находился на лечении в госпитале в Баку. После выздоровления в июле 1920 года убыл в Армавир, где принял командование 14-й стрелковой дивизией им. А. К. Степина. С этой дивизией участвовал в боях с «Армией возрождения России» генерала М. А. Фостикова на Кубани, затем в подавлении восстания в Дагестане. За боевые отличия в Дагестанской операции Приказом № 350 по 11-й армии от 16 февраля 1921 года Штейгер был награждён орденом Красного Знамени.

#### Межвоенные годы
В ноябре 1921 года был направлен на учёбу в Москву на Военно-академические курсы высшего комсостава, по их окончании в августе 1922 года назначен командиром 2-й стрелковой дивизии ЗапВО. Затем вступил в командование 8-й стрелковой дивизией 5-го стрелкового корпуса этого же округа в городе Бобруйск. В декабре 1924 года переведён в МВО на должность помощника командира 18-й стрелковой дивизии в город Ярославль. В августе 1925 года командирован на учёбу в Ленинград на академические авиационные курсы высшего комсостава, по их окончании в октябре 1926 года направлен на стажировку в город Киев на должность начальника штаба авиационной бригады. В 1927 году был переведён в город Харьков на должность начальника штаба ВВС УВО. В ноябре 1928 года приказом РВС СССР зачислен в резерв РККА и переведён в Москву как заведующий Воздушно-химической обороной РСФСР, одновременно занимал должность заместителя начальника 1-го управления НКВД РСФСР. В августе 1931 года назначен заместителем начальника, затем начальником штаба Центрального управления военизированных спецчастей по строительству стратегических шоссейных дорог. В 1933 г., в связи с расформированием спецчастей, переведён в Московский энергетический институт им. В. М. Молотова на должность заместителя директора. С августа 1934 года и. д. заместителя начальника учебной части Новосибирского института военных инженеров транспорта. В декабре 1937 года уволен в запас по ст. 43, п. «а» в связи с переходом в народное хозяйство. Будучи в запасе, работал в Наркомате электростанций и электропромышленности военным консультантом и военным руководителем учебных заведений. Член ВКП(б) с 1939 года.

#### Великая Отечественная война
В начале войны комбриг Штейгер приказом НКО СССР от 17 июля 1941 вновь был зачислен в кадры РККА и назначен преподавателем тактики на курсах «Выстрел». В октябре 1941 года откомандирован в распоряжение Военного совета Западного фронта на должность командира дивизии. По прибытии был назначен начальником гарнизона и комендантом укреплённого района города Звенигород. Принимал активное участие в битве под Москвой. Приказом по войскам Западного фронта от 16 апреля 1942 года назначен заместителем командира 144-й стрелковой дивизии. До марта 1943 года она в составе 5-й армии находилась в обороне на рубеже Горбуны, Полежайкино, Иванники, Ощепково, занималась боевой подготовкой. В середине марта дивизия была подчинена 33-й армии этого же фронта и участвовала в Ржевско-Вяземской наступательной операции 1943 года, вела наступательные бои по овладению городом Вязьма. С выходом к реке Угра Смоленской области она перешла к обороне.
С 6 июня 1943 года занимал должность начальника курсов младших лейтенантов 33-й армии Западного фронта. С 16 июля по 2 декабря 1943 года проходил 4-месячную подготовку в Высшей военной академии им. К. Е. Ворошилова, затем был направлен в распоряжение Военного совета 1-го Прибалтийского фронта. По прибытии с 16 декабря он был допущен к и. д. командира 32-й стрелковой дивизии, входившей в состав 39-й армии. В конце декабря дивизия была переброшена на Западный фронт и в составе 45-го стрелкового корпуса 33-й армии вела наступательные бои на витебском направлении. В июне — июле 1944 года она в составе 81-го стрелкового корпуса 49-й армии 2-го Белорусского фронта участвовала в Могилёвской, Минской и Вильнюсской наступательных операциях. За отличия при форсировании рек Проня и Днепр приказом Верховного главнокомандующего от 10 июля 1944 года ей было присвоено наименование «Верхнеднепровская», а Указом Президиума Верховного Совета СССР в тот же день она была награждена орденом Красного Знамени. Однако в конце июля 1944 года полковник Штейгер был отстранён от командования дивизией «за упущения по службе» и зачислен в распоряжение ГУК НКО. Затем в сентябре (по состоянию здоровья) назначен начальником военного отдела Главного управления учебными заведениями Наркомата текстильной промышленности СССР.
За время войны комдив Штейгер был один раз персонально упомянут в благодарственных в приказах Верховного Главнокомандующего.

#### Послевоенное время
После войны продолжал руководить этим отделом. В октябре 1946 года полковник Штейгер уволен в запас.

## Награды
- орден Ленина (06.11.1945)[4][5]
- три ордена Красного Знамени (№ 3274 — 16.02.1921[6], 15.07.1943[6], 03.11.1944[7][5])
  - медали в том числе:
  - «За оборону Москвы» (28.07.1944)[8]
  - «За победу над Германией в Великой Отечественной войне 1941—1945 гг.» (1945)

Приказы (благодарности) Верховного Главнокомандующего в которых отмечен П. К. Штейгер.
- За форсирование реки Проня западнее города Мстиславль, прорыв сильно укреплённой обороны немцев, захват районного центра Могилёвской области — города Чаусы и освобождение более 200 других населённых пунктов, среди которых Черневка, Ждановичи, Хоньковичи, Будино, Васьковичи, Темривичи и Бординичи. 25 июня 1944. года № 117.